# Schmale Straße 53 (Quedlinburg)

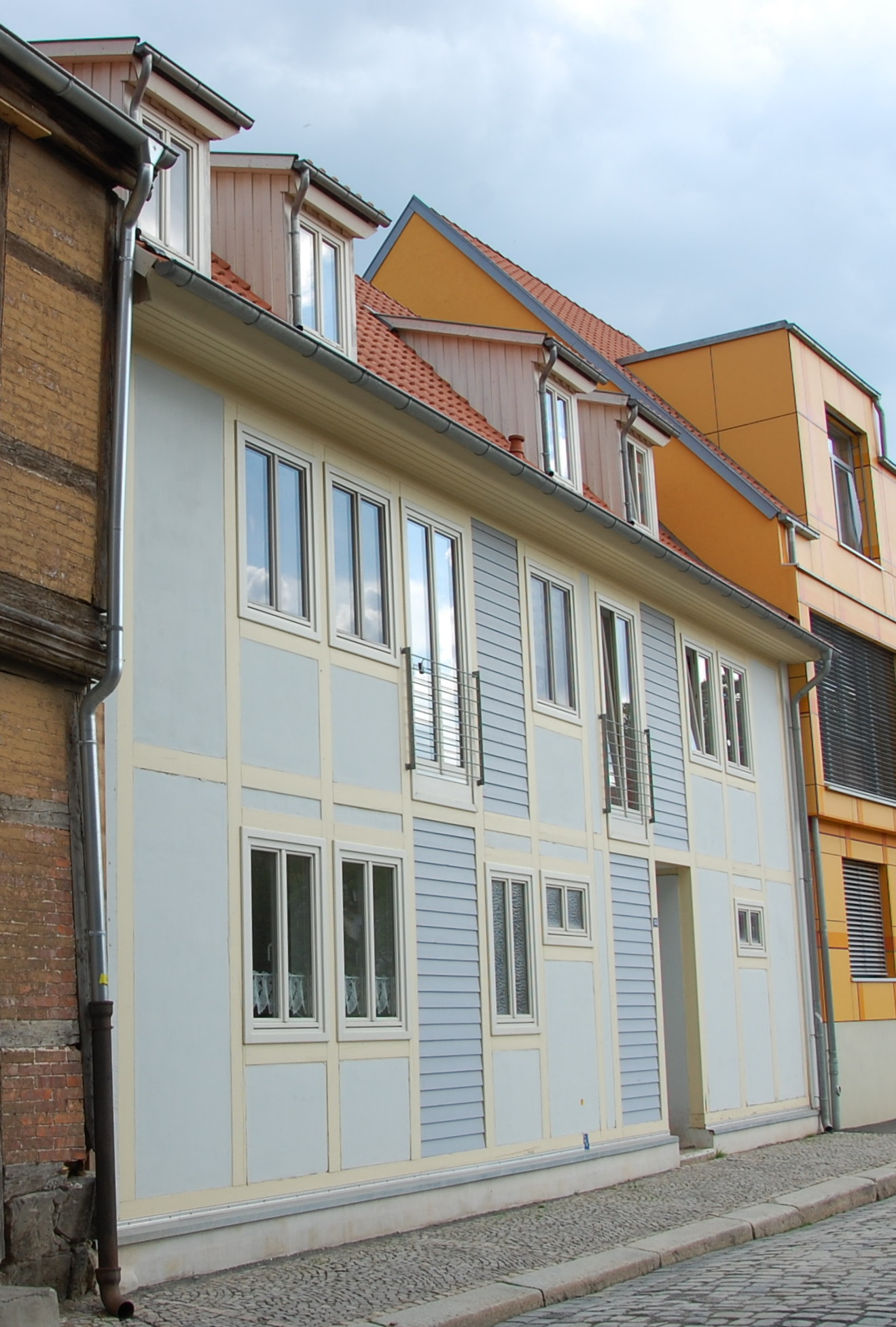
Ersatzneubau Schmale Straße 53 im Jahr 2013

Das Haus Schmale Straße 53 war ein Gebäude in der Stadt Quedlinburg. Es wurde 1987 abgerissen und gilt als eines der verloren gegangenen wichtigen Gebäude der historischen Fachwerkstadt Quedlinburg.

## Lage
Es befand sich im nördlichen Teil der historischen Quedlinburger Altstadt, auf der Ostseite der Schmalen Straße. Nördlich grenzte das erhaltene und denkmalgeschützte Haus Schmale Straße 52 an.

## Architektur und Geschichte
Das zweigeschossige Fachwerkhaus war in der Zeit um 1500 entstanden. Es verfügte über ein Zwischengeschoss und umfasste in der Breite etwa 13 Gebinde. Das obere Stockwerk kragte straßenseitig etwa vor. Die Fassade war verputzt. Hofseitig bestand ein dreietagiger mit Zapfenschlössern versehener Geschossbau. Der Bau erfolgte in einer Mischbauweise aus Stockwerksbau und Geschossbauweise. Diese Bauform findet sich in Quedlinburg sonst nur noch in den Häusern Neustädter Kirchhof 7, Marktkirchhof 5 und Konvent 20. 1987 wurde das Haus abgerissen. Später entstand auf dem Grundstück ein Ersatzneubau.